# Dawson Gurley
Dawson Gurley (* 19. Mai 1993, in Olathe, Kansas), auch bekannt als Big Daws, ist ein US-amerikanischer Webvideoproduzent, bekannt für den Kanal Big Daws TV (stilisiert BigDawsTv), der aus Pranks besteht. Unter einem zweiten Kanal namens BigDawsVlogs, stellt er persönliche Videos und zusätzliches Material von seinem Hauptkanal zur Verfügung.

## Leben und Karriere
Gurley machte seinen Abschluss an der Olathe East High School. Anschließend erwarb er einen Associate Degree am Mesa Community College.
Gurley begann im Alter von 11 Jahren mit dem Drehen von Videos, inspiriert durch den Film Jackass, nachdem er von seinen Eltern zu Weihnachten eine Kamera geschenkt bekommen hatte. Gurley begann seine YouTube-Karriere 2012, als er Videos auf dem Campus der Arizona State University drehte. Einige seiner Videos gingen ab 2014 viral.
Während der Meisterschaften der Golden State Warriors in den späten 2010er- und frühen 2020er-Jahren wurde er in der Fangemeinde des Teams bekannt, weil er eine verblüffende Ähnlichkeit mit Starspieler Klay Thompson hatte. Berichten zufolge versuchte Gurley, dies zu seinem Vorteil zu nutzen, indem er sich vor Spiel 5 der NBA-Finals 2022 Zugang zum Spielfeld des Chase Centers verschaffte, was dazu führte, dass das Team ihn dauerhaft aus der Arena verbannte.
Er ist darüber hinaus auch auf den YouTube-Kanälen The Daily Dropout, ThatWasEpic und PrankU in Gastauftritten zu sehen gewesen.
Seit dem 22. April 2017 ist er mit Kelly Gurley verheiratet. 2021 kam ihr Sohn zur Welt.

## Pranks (Auswahl)
Sein bislang meistgesehenes Video erzielte 78 Mio. Aufrufe (Stand: 26. Januar 2025) und ist ein sozialexperimenteller Prank, in welchem Gurley als blinder Mann 1 Mio. US-Dollar verliert.
Zu einem beliebten Prankformat entwickelte sich eine Reihe von Videos in welchem Gurley sich unbeteiligt zu fremden Passanten setzt und diese kommentarlos beobachtet. Ebenso zeigt er auf seinem Kanal Pranks die schiefgegangen sind.
Am 19. August 2014 veröffentlichte Gurley ein Video mit dem Titel Giving to People Who Give (Geben an Menschen, die geben), das in Tempe, Arizona, gedreht wurde. Darin gab er sich als obdachloser Bettler aus und gab jedem, der ihm Geld gab, das Geld plus zusätzliches Bargeld zurück. Am Ende traf er Charna Foley, eine obdachlose Frau, die sich seit drei Monaten erfolglos um einen Job beworben hatte, woraufhin Gurley ihr Geld spendete und sie in Tränen ausbrach. Gurley half Foley beim Sammeln von Spenden. Gurley hat darüber hinaus noch andere Give-Back-Videos wie Giving Away Jordans und New Bikes for the Homeless gedreht.
Am 25. Oktober 2022 veröffentlichte Gurley auf seinem Hauptkanal ein Video aus Deutschland, das ihn u. a. auf dem Oktoberfest in München zeigte.
Sein YouTube-Kanal hat derzeit 10,5 Mio. Abonnenten. (Stand: 26. Januar 2025.)

## Musik
Gurley hat am 20. April 2016 ein Rap-Album mit dem Titel Ernie's Journey als digitaler Download auf iTunes und Spotify veröffentlicht, auf dem auch Futuristic zu hören ist, der in Gurleys Prank-Videos mitwirkt, in denen Gurley als Nerd-Charakter namens Ernie in der Öffentlichkeit Rap-Musik performt.